# Огродниця
Огродниця (пол. Ogrodnica, нім. Schönau) — село в Польщі, у гміні Шрода-Шльонська Сьредського повіту Нижньосілезького воєводства.
Населення — 261 особа (2011).
У 1975-1998 роках село належало до Вроцлавського воєводства.

## Демографія
Демографічна структура станом на 31 березня 2011 року:
|          | Загалом | Допрацездатний вік | Працездатний вік | Постпрацездатний вік |
| -------- | ------- | ------------------ | ---------------- | -------------------- |
| Чоловіки | 139     | 35                 | 93               | 11                   |
| Жінки    | 122     | 25                 | 69               | 28                   |
| Разом    | 261     | 60                 | 162              | 39                   |